# Letònia al Festival de la Cançó d'Eurovisió Júnior
Letònia va ser un dels països fundadors que va debutar al Festival de la Cançó d'Eurovisió Júnior en 2003.
La millor posició de Letònia va ser en 2003, quan Dzintars Čīča va quedar 9è amb "Tu esi vasarā", mentre que la pitjor posició va ser en 2004 amb Mārtiņš Tālbergs, i C-Stones Juniors, que van quedar en 17a i última posició amb "Balts vai melns". Així, Latvijas Televīzija (LTV) va retirar Letònia de la competició i no hi retornaria fins 2010, la seva primera participació en 5 anys. Després d'aquest retorn, hi va participar una també en 2011, però va tornar a retirar-se de la competició sense tenir prevista la seva reincorporació.

## Història
Letònia és un dels setze països que han debutat al Festival de la Cançó d'Eurovisió Júnior 2003, que va tenir lloc el 15 de novembre de 2003 al Fòrum de Copenhaguen, Dinamarca. La millor posició de Letònia va ser l'any 2003, quan Dzintars Čīča va quedar 9è amb "Tu esi vasarā". La pitjor posició del país va arribar l'any 2004 quan Mārtiņš Tālbergs i C-Stones Juniors van quedar 17è i últim amb "Balts vai melns". Latvijas Televīzija (LTV) va retirar Letònia del concurs després de 2005, i no tornaria fins al concurs de 2010, la seva primera participació en 5 anys.
L'emissora va seleccionar Šarlote Lēnmane per representar Letònia al Festival de la Cançó d'Eurovisió Júnior 2010 a Minsk amb la cançó "Viva La Dance". Šarlote va guanyar el 10è lloc amb 51 punts.
Després de retirar-se inicialment del concurs de 2011, LTV va revocar la seva decisió el setembre de 2011 i va enviar una entrada al concurs de 2011 a Erevan, Armènia. El 27 de juny de 2012, LTV va anunciar la retirada de Letònia de la competició, i el país no ha tornat mai des d'aleshores. LTV va confirmar més tard la seva no participació el 2013, el 2014 i el 2015.
El 19 de novembre de 2015, es va anunciar que els països bàltics, inclosa Letònia, estaven interessats a participar en el concurs de 2016. Tanmateix, el 23 de maig de 2016, la LTV va confirmar que no tornaria al concurs el 2016.

## Participació
Llegenda
| Any                                   | Seu         | Artista                             | Cançó                        | Lloc | Punts |
| ------------------------------------- | ----------- | ----------------------------------- | ---------------------------- | ---- | ----- |
| 2003                                  | Copenhaguen | Dzintars Čīča                       | «Tu esi vasarā»              | 9    | 37    |
| 2004                                  | Lillehammer | Mārtinš Tālbergs i C-Stones Juniors | «Balts vai melns»            | 18   | 3     |
| 2005                                  | Hasselt     | Kids4Rock                           | «Es esmu maza jauka meitene» | 11   | 50    |
| No hi va participar entre 2006 i 2009 |             |                                     |                              |      |       |
| 2010                                  | Minsk       | Šarlote Lēnmane                     | «Viva la dance»              | 10   | 51    |
| 2011                                  | Erevan      | Amanda Bašmakova                    | «Moondog»                    | 13   | 31    |
| No hi va participar entre 2012 i 2025 |             |                                     |                              |      |       |